# خیار تبعض صفقه
تبعض در لغت به معنی تجزیه‌شدن آمده و صفقه به معنی دست بهم زدن است و به معنی معامله نیز به کار رفته؛ زیرا در قدیم معمول بوده‌است که طرفین معامله، هنگامی که می‌خواستند رضایت خود را بر عقد قرارداد اعلام کنند، به یکدیگر دست می‌دادند .
( در واقع صفقه آن صدایی است که بر اثر دست دادن دو طرف ایجاد می شود)
در اصطلاح حقوقی حق فسخ ناشی از تجزیه و پاره‌پاره شدن معامله را خیار تبعض صفقه گویند و طرفی که معامله به ضرر او تجزیه شده خیار فسخ دارد.
خیار تبعض صفقه وقتی حاصل می‌شود که عقد بیع نسبت به بعض مبیع به جهتی از جهات باطل باشد، در این صورت مشتری حق خواهد داشت بیع را فسخ کند یا به نسب قسمتی که بیع واقع شده‌است قبول کند و نسبت به قسمتی که بیع باطل بوده‌است ثمن را استرداد کند.